# Morze Tasmana
Morze Tasmana (ang. Tasman Sea, maori Te Moana Tapokopoko a Tawhaki) – morze przybrzeżne ograniczone od zachodu Tasmanią i Australią, od wschodu Nową Zelandią, Norfolkiem i Nową Kaledonią. Od północy przylega do Morza Koralowego. Na południowym zachodzie poprzez Cieśninę Bassa, łączy się z Oceanem Indyjskim. Główne porty: Sydney (Australia) Auckland (Nowa Zelandia). 
Morze Tasmana ma około 2000 km długości równoleżnikowej i około 2800 km szerokości południkowej. Jego powierzchnia wynosi ponad 3 mln km², a średnia głębokość 3285 m. Pod wschodnią częścią morza znajduje się Wyniesienie Lord Howe.
Morze nazwano na cześć holenderskiego odkrywcy Abla Janszoon Tasmana, którego wyprawa na Tasmanię w latach 1642–43 była pierwszą odnotowaną wyprawą Europejczyków na Tasmanię i Nową Zelandię. Brytyjski odkrywca, kapitan James Cook, później intensywnie żeglował po Morzu Tasmana w latach 70. XVIII wieku w ramach swojej pierwszej podróży eksploracyjnej.